# Vercheny
Vercheny é uma comuna francesa na região administrativa de Auvérnia-Ródano-Alpes, no departamento de Drôme. Estende-se por uma área de 11,19 km². Em 2010 a comuna tinha 472 habitantes (densidade: 42,2 hab./km²).